# Kerékpározás a 2020. évi nyári olimpiai játékokon
A kerékpározás versenyszámait a 2020. évi nyári olimpiai játékokon július 24. és augusztus 8. között rendezték meg. Tokióban 4 helyszínen 22 versenyszámban avattak olimpiai bajnokot.

## Éremtáblázat
(A táblázatokban a rendező nemzet sportolói eltérő háttérszínnel, az egyes számoszlopok legmagasabb értéke vagy értékei vastagítással kiemelve.)
| A 2020. évi nyári olimpiai játékok éremtáblázata kerékpározásban | A 2020. évi nyári olimpiai játékok éremtáblázata kerékpározásban | A 2020. évi nyári olimpiai játékok éremtáblázata kerékpározásban | A 2020. évi nyári olimpiai játékok éremtáblázata kerékpározásban | A 2020. évi nyári olimpiai játékok éremtáblázata kerékpározásban | Olimpia  |
| ---------------------------------------------------------------- | ---------------------------------------------------------------- | ---------------------------------------------------------------- | ---------------------------------------------------------------- | ---------------------------------------------------------------- | -------- |
|                                                                  | Ország                                                           | Arany                                                            | Ezüst                                                            | Bronz                                                            | Összesen |
| 1.                                                               | Nagy-Britannia (GBR)                                             | 6                                                                | 4                                                                | 2                                                                | 12       |
| 2.                                                               | Hollandia (NED)                                                  | 5                                                                | 3                                                                | 4                                                                | 12       |
| 3.                                                               | Svájc (SUI)                                                      | 1                                                                | 3                                                                | 2                                                                | 6        |
| 4.                                                               | Dánia (DEN)                                                      | 1                                                                | 2                                                                | 0                                                                | 3        |
| 5.                                                               | Egyesült Államok (USA)                                           | 1                                                                | 1                                                                | 1                                                                | 3        |
| 6.                                                               | Németország (GER)                                                | 1                                                                | 1                                                                | 0                                                                | 2        |
| 7.                                                               | Ausztrália (AUS)                                                 | 1                                                                | 0                                                                | 2                                                                | 3        |
| 7.                                                               | Olaszország (ITA)                                                | 1                                                                | 0                                                                | 2                                                                | 3        |
| 9.                                                               | Kanada (CAN)                                                     | 1                                                                | 0                                                                | 1                                                                | 2        |
| 9.                                                               | Szlovénia (SLO)                                                  | 1                                                                | 0                                                                | 1                                                                | 2        |
| 11.                                                              | Ausztria (AUT)                                                   | 1                                                                | 0                                                                | 0                                                                | 1        |
| 11.                                                              | Ecuador (ECU)                                                    | 1                                                                | 0                                                                | 0                                                                | 1        |
| 11.                                                              | Kína (CHN)                                                       | 1                                                                | 0                                                                | 0                                                                | 1        |
|                                                                  |                                                                  |                                                                  |                                                                  |                                                                  |          |
| 14.                                                              | Új-Zéland (NZL)                                                  | 0                                                                | 2                                                                | 0                                                                | 2        |
| 15.                                                              | Kolumbia (COL)                                                   | 0                                                                | 1                                                                | 1                                                                | 2        |
| 16.                                                              | Belgium (BEL)                                                    | 0                                                                | 1                                                                | 0                                                                | 1        |
| 16.                                                              | Japán (JPN)                                                      | 0                                                                | 1                                                                | 0                                                                | 1        |
| 16.                                                              | Malajzia (MAS)                                                   | 0                                                                | 1                                                                | 0                                                                | 1        |
| 16.                                                              | Ukrajna (UKR)                                                    | 0                                                                | 1                                                                | 0                                                                | 1        |
| 16.                                                              | Venezuela (VEN)                                                  | 0                                                                | 1                                                                | 0                                                                | 1        |
|                                                                  |                                                                  |                                                                  |                                                                  |                                                                  |          |
| 21.                                                              | Franciaország (FRA)                                              | 0                                                                | 0                                                                | 2                                                                | 2        |
| 21.                                                              | Az Orosz Olimpiai Bizottság versenyzői (ROC)                     | 0                                                                | 0                                                                | 2                                                                | 2        |
| 23.                                                              | Hongkong (HKG)                                                   | 0                                                                | 0                                                                | 1                                                                | 1        |
| 23.                                                              | Spanyolország (ESP)                                              | 0                                                                | 0                                                                | 1                                                                | 1        |
|                                                                  |                                                                  |                                                                  |                                                                  |                                                                  |          |
| Összesen                                                         | Összesen                                                         | 22                                                               | 22                                                               | 22                                                               | 66       |

## Érmesek

### Országúti kerékpározás
| A 2020. évi nyári olimpiai játékok érmesei országúti kerékpározásban |                                        |                                        |                                          |
| Versenyszám                                                          | Arany                                  | Ezüst                                  | Bronz                                    |
| Férfi egyéni mezőnyverseny                                           | Richard Carapaz · Ecuador (ECU)        | Wout van Aert · Belgium (BEL)          | Tadej Pogačar · Szlovénia (SLO)          |
| Női egyéni mezőnyverseny                                             | Anna Kiesenhofer · Ausztria (AUT)      | Annemiek van Vleuten · Hollandia (NED) | Elisa Longo Borghini · Olaszország (ITA) |
| Férfi egyéni időfutam                                                | Primož Roglič · Szlovénia (SLO)        | Tom Dumoulin · Hollandia (NED)         | Rohan Dennis · Ausztrália (AUS)          |
| Női egyéni időfutam                                                  | Annemiek van Vleuten · Hollandia (NED) | Marlen Reusser · Svájc (SUI)           | Anna van der Breggen · Hollandia (NED)   |

### Pálya-kerékpározás
| A 2020. évi nyári olimpiai játékok érmesei pálya-kerékpározásban |                                                                                            |                                                                                                   | |
| Versenyszám                                                      | Arany                                                                                      | Ezüst                                                                                             | Bronz                                                                                                  |
| Férfi keirin                                                     | Jason Kenny · Nagy-Britannia (GBR)                                                         | Azizulhasni Awang · Malajzia (MAS)                                                                | Harrie Lavreysen · Hollandia (NED)                                                                     |
| Női keirin                                                       | Shanne Braspennincx · Hollandia (NED)                                                      | Ellesse Andrews · Új-Zéland (NZL)                                                                 | Lauriane Genest · Kanada (CAN)                                                                         |
| Férfi omnium                                                     | Matthew Walls · Nagy-Britannia (GBR)                                                       | Campbell Stewart · Új-Zéland (NZL)                                                                | Elia Viviani · Olaszország (ITA)                                                                       |
| Női omnium                                                       | Jennifer Valente · Egyesült Államok (USA)                                                  | Kadzsihara Júmi · Japán (JPN)                                                                     | Kirsten Wild · Hollandia (NED)                                                                         |
| Férfi madison                                                    | Dánia (DEN) · Lasse Norman Hansen · Michael Mørkøv                                         | Nagy-Britannia (GBR) · Ethan Hayter · Matthew Walls                                               | Franciaország (FRA) · Donavan Grondin · Benjamin Thomas                                                |
| Női madison                                                      | Nagy-Britannia (GBR) · Katie Archibald · Laura Kenny                                       | Dánia (DEN) · Amalie Dideriksen · Julie Leth                                                      | Az Orosz Olimpiai Bizottság versenyzői (ROC) · Gulnaz Hatunceva · Marija Novolodszkaja                 |
| Férfi csapat üldözőverseny                                       | Olaszország (ITA) · Simone Consonni · Filippo Ganna · Francesco Lamon · Jonathan Milan     | Dánia (DEN) · Niklas Larsen · Lasse Norman Hansen · Frederik Madsen · Rasmus Pedersen             | Ausztrália (AUS) · Leigh Howard · Kelland O’Brian · Luke Plapp · Alexander Porter                      |
| Női csapat üldözőverseny                                         | Németország (GER) · Franziska Brauße · Lisa Brennauer · Lisa Klein · Mieke Kröger          | Nagy-Britannia (GBR) · Katie Archibald · Laura Kenny · Neah Evans · Josie Knight · Elinor Barker* | Egyesült Államok (USA) · Chloé Dygert · Megan Jastrab · Jennifer Valente · Emma White · Lily Williams* |
| Férfi egyéni sprint                                              | Harrie Lavreysen · Hollandia (NED)                                                         | Jeffrey Hoogland · Hollandia (NED)                                                                | Jack Carlin · Nagy-Britannia (GBR)                                                                     |
| Női egyéni sprint                                                | Kelsey Mitchell · Kanada (CAN)                                                             | Olena Sztarikova · Ukrajna (UKR)                                                                  | Léj Vaj-szí (Lee Wai-sze) · Hongkong (HKG)                                                             |
| Férfi csapatsprint                                               | Hollandia (NED) · Jeffrey Hoogland · Harrie Lavreysen · Roy van den Berg · Matthijs Büchli | Nagy-Britannia (GBR) · Jack Carlin · Jason Kenny · Ryan Owens                                     | Franciaország (FRA) · Florian Grengbo · Rayan Helal · Sébastien Vigier                                 |
| Női csapatsprint                                                 | Kína (CHN) · Pao San-csu (Bao Shanju) · Csung Tien-si (Zhong Tianshi)                      | Németország (GER) · Lea Friedrich · Emma Hinze                                                    | Az Orosz Olimpiai Bizottság versenyzői (ROC) · Darja Smeljova · Anasztaszija Vojnova                   |

### Hegyi-kerékpározás
| A 2020. évi nyári olimpiai játékok érmesei hegyi-kerékpározásban |                                       |                                 |                                    |
| Versenyszám                                                      | Arany                                 | Ezüst                           | Bronz                              |
| Férfi                                                            | Thomas Pidcock · Nagy-Britannia (GBR) | Mathias Flückiger · Svájc (SUI) | David Valero · Spanyolország (ESP) |
| Női                                                              | Jolanda Neff · Svájc (SUI)            | Sina Frei · Svájc (SUI)         | Linda Indergand · Svájc (SUI)      |

### BMX
| A 2020. évi nyári olimpiai játékok érmesei BMX-ben |                                              |                                         |                                      |
| Versenyszám                                        | Arany                                        | Ezüst                                   | Bronz                                |
| Férfi                                              | Niek Kimmann · Hollandia (NED)               | Kye Whyte · Nagy-Britannia (GBR)        | Carlos Ramírez · Kolumbia (COL)      |
| Férfi szabadgyakorlat                              | Logan Martin · Ausztrália (AUS)              | Daniel Dhers · Venezuela (VEN)          | Declan Brooks · Nagy-Britannia (GBR) |
| Női                                                | Beth Shriever · Nagy-Britannia (GBR)         | Mariana Pajón · Kolumbia (COL)          | Merel Smulders · Hollandia (NED)     |
| Női szabadgyakorlat                                | Charlotte Worthington · Nagy-Britannia (GBR) | Hannah Roberts · Egyesült Államok (USA) | Nikita Ducarroz · Svájc (SUI)        |